# ローター飛行機

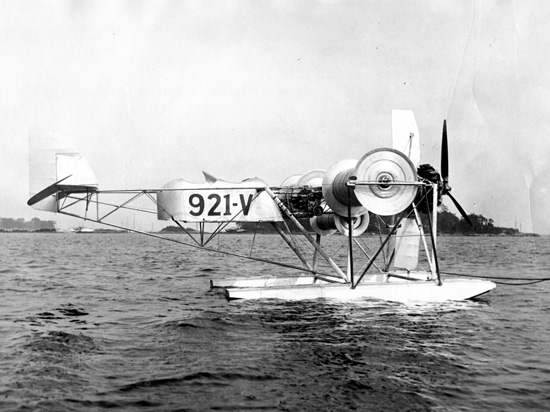
アントン・フレットナーのローター飛行機

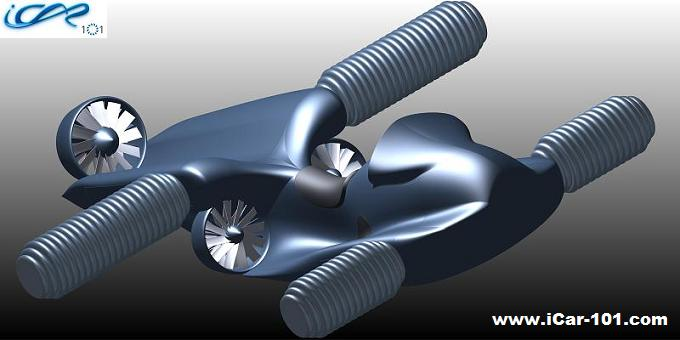
'iCar 101 Ultimate 飛行バイク

ローター飛行機（ローターひこうき、独：Rotorflugzeug、英：Flettner airplane/Rotor airplane）とは重航空機の一種で、通常の固定翼の代わりに回転する円筒（フレットナーのローター）を備え、マグヌス効果によって揚力を得て飛行する。
アントン・フレットナーが発明したローター船ブッカウ号（別名バーデン・バーデン号）は、1926年5月9日、大西洋の横断に成功してニューヨークに到着し、注目を集めた。ローター飛行機の開発はそれに刺激を受けて始まった。右の写真はアメリカ合衆国ハドスンの造船所における、ローター飛行機のプロトタイプである。当時、ドイツでも同様の開発が進められていた。
この奇妙な航空機の開発はゲッティンゲンの航空力学研究所（Aerodynamischen Versuchsanstalt, AVA）における、ルートヴィヒ・プラントルの研究に基づいている。プラントルは回転円筒（ローター）を風洞に入れて測定してみたところ、驚嘆すべき揚力を見出した。ローターは固定翼面の十倍もの揚力を発生したのである。